# Nealotus tripes
Nealotus tripes är en fiskart som beskrevs av Johnson, 1865. Nealotus tripes ingår i släktet Nealotus och familjen havsgäddefiskar. Inga underarter finns listade i Catalogue of Life.